# Bobby Lamont Clark
Bobby Lamont Clark (Epsom, 7 de febrero de 2005) es un futbolista británico que juega en la demarcación de centrocampista para el Derby County F. C. de la EFL Championship.

## Trayectoria
Tras formarse en las filas inferiores del Birmingham City F. C. y Newcastle United F. C., se marchó a la disciplina del Liverpool F. C. Finalmente debutó con el primer equipo el 27 de agosto de 2022 en un encuentro de Premier League contra el AFC Bournemouth, sustituyendo a Trent Alexander-Arnold en el minuto 83 en un encuentro que ganó el Liverpool por 9-0 tras los goles de Harvey Elliott, Trent Alexander-Arnold, Virgil van Dijk, Fábio Carvalho, un doblete de Luis Díaz, otro doblete de Roberto Firmino y un autogol de Chris Mepham. Jugó un total de catorce partidos, en los que marcó un gol, y en agosto de 2024 fue traspasado al Red Bull Salzburgo. Un año después volvió a Inglaterra después de ser cedido al Derby County F. C.

## Estadísticas

### Clubes
Actualizado al último partido disputado el 6 de noviembre de 2024.
| Club                         | Div.          | Temporada     | Liga  | Liga  | Liga   | Copas nacionales | Copas nacionales | Copas nacionales | Copas internacionales | Copas internacionales | Copas internacionales | Total | Total | Total  |
| Club                         | Div.          | Temporada     | Part. | Goles | Asist. | Part.            | Goles            | Asist.           | Part.                 | Goles                 | Asist.                | Part. | Goles | Asist. |
| ---------------------------- | ------------- | ------------- | ----- | ----- | ------ | ---------------- | ---------------- | ---------------- | --------------------- | --------------------- | --------------------- | ----- | ----- | ------ |
| Liverpool F. C. Inglaterra   | 1.ª           | 2022-23       | 1     | 0     | 0      | 1                | 0                | 0                | —                     | —                     | —                     | 2     | 0     | 0      |
| Liverpool F. C. Inglaterra   | 1.ª           | 2023-24       | 5     | 0     | 0      | 5                | 0                | 1                | 2                     | 1                     | 1                     | 12    | 1     | 2      |
| Liverpool F. C. Inglaterra   | Total club    | Total club    | 6     | 0     | 0      | 6                | 0                | 1                | 2                     | 1                     | 1                     | 14    | 1     | 2      |
| Red Bull Salzburgo · Austria | 1.ª           | 2024-25       | 6     | 0     | 0      | 2                | 0                | 0                | 3                     | 0                     | 0                     | 11    | 0     | 0      |
| Red Bull Salzburgo · Austria | Total club    | Total club    | 6     | 0     | 0      | 2                | 0                | 0                | 3                     | 0                     | 0                     | 11    | 0     | 0      |
| Total carrera                | Total carrera | Total carrera | 12    | 0     | 0      | 8                | 0                | 1                | 5                     | 1                     | 1                     | 25    | 1     | 2      |

## Palmarés

### Títulos nacionales
| Título          | Club            | País       | Año  |
| --------------- | --------------- | ---------- | ---- |
| Copa de la Liga | Liverpool F. C. | Inglaterra | 2024 |